# Теорема Вика для функционального интеграла
Теорема Вика для функционального интеграла — это обобщение теоремы Вика для многочлена от координат многомерного Гауссового вектора на случай континуального распределения Гаусса. Широко используется в аппарате функциональных интегралов.

## Формулировка
Пусть случайное поле {\displaystyle \varphi (X)} отвечает континуальному распределению Гаусса с нулевым матожиданием, то есть {\displaystyle \langle \varphi (X)\rangle =0}. Тогда для средних значений произведений величин вида {\displaystyle \varphi _{i}=\varphi (X_{i})} верно следующее:
{\displaystyle \langle \varphi _{1}\cdot \ldots \cdot \varphi _{N}\rangle =\sum \langle \varphi _{i_{1}}\varphi _{j_{1}}\rangle \cdot \ldots \cdot \langle \varphi _{i_{N/2}}\varphi _{j_{N/2}}\rangle ,}
если {\displaystyle N} чётное, и
{\displaystyle \langle \prod _{i\in I}\varphi _{i}\rangle =0,}
если {\displaystyle N} нечётное.
Под {\displaystyle \langle \varphi _{i_{1}}\varphi _{j_{1}}\rangle \cdot \ldots \cdot \langle \varphi _{i_{N/2}}\varphi _{j_{N/2}}\rangle } подразумевается разбиение множества {\displaystyle \{1,\ldots ,N\}} на {\displaystyle N/2} пар {\displaystyle (i_{k},j_{k})}, суммирование же идёт по всем возможным различным разбиениям {\displaystyle \{1,\ldots ,N\}} на такие пары.

## Примеры
Для произведения 4 элементов:
{\displaystyle \langle \varphi _{1}\cdot \varphi _{2}\cdot \varphi _{3}\cdot \varphi _{4}\rangle =\langle \varphi _{1}\cdot \varphi _{2}\rangle \cdot \langle \varphi _{3}\cdot \varphi _{4}\rangle +\langle \varphi _{1}\cdot \varphi _{3}\rangle \cdot \langle \varphi _{2}\cdot \varphi _{4}\rangle +\langle \varphi _{1}\cdot \varphi _{4}\rangle \cdot \langle \varphi _{2}\cdot \varphi _{3}\rangle }.
Для произведения 6 элементов:
{\displaystyle \langle \varphi _{1}\cdot \varphi _{2}\cdot \varphi _{3}\cdot \varphi _{4}\cdot \varphi _{5}\cdot \varphi _{6}\rangle =\sum \langle \varphi _{i}\cdot \varphi _{j}\rangle \cdot \langle \varphi _{k}\cdot \varphi _{l}\rangle \cdot \langle \varphi _{m}\cdot \varphi _{n}\rangle },
причём суммирование производится по всем возможным спариваниям {\displaystyle (i,j),(k,l),(m,n)} выбранным из множества {\displaystyle \{1,2,3,4,5,6\}}, например, {\displaystyle (1,3),(2,5),(4,6)} или {\displaystyle (1,5),(2,4),(3,6)} (всего таких спариваний 15).
Аналогично для случаев 8 и более элементов

## Использование
Известно, что если Гауссова плотность распределения описывается формулой
{\displaystyle \rho \left[\varphi \right]=C\exp \left\{-{\frac {\varphi K\varphi }{2}}\right\}},
то
{\displaystyle \langle \varphi _{1}\cdot \varphi _{2}\rangle =\langle \varphi (X_{1})\cdot \varphi (X_{2})\rangle =K^{-1}(X_{1},X_{2})}.
То есть любую корреляционную функцию {\displaystyle G(X_{1},\ldots ,X_{N})=\langle \varphi (X_{1}),\ldots ,\varphi (X_{N})\rangle } можно по теореме Вика выразить через комбинации {\displaystyle K^{-1}}, то есть, например
{\displaystyle G(X_{1},X_{2},X_{3},X_{4})=K^{-1}(X_{1},X_{2})\cdot K^{-1}(X_{3},X_{4})+K^{-1}(X_{1},X_{3})\cdot K^{-1}(X_{2},X_{4})+K^{-1}(X_{1},X_{4})\cdot K^{-1}(X_{2},X_{3})}.